# Sébastien Grimaldi
Pour les articles homonymes, voir Grimaldi (homonymie).
Sebastien Grimaldi 

Sébastien Grimaldi, né le 10 septembre 1979 à Givors, en France, est un footballeur français évoluant au poste défenseur central. Il occupe actuellement le poste de directeur sportif au sein du club de l’union du football mâconnais.

## Clubs
- 1984-1992 : Saint-Romain-en-Gier ( France)
- 1992-1995 : Oullins ( France)
- 1995-2000 : Olympique lyonnais ( France)
- 2000-2002 : AS Cannes ( France)
- 2002-2005 : SCO Angers ( France)
- 2005-2007 : Royal Excelsior Mouscron ( Belgique)
- 2007 : Chesterfield Football Club ( Angleterre)
- 2008 : AS Saint-Priest ( France)
- 2008-2010 : APOP Kinyras Peyias FC ( Chypre)
- 2011-2013 : CS Louhans-Cuiseaux ( France)